# Río Carare
El Carare es un río en Colombia. Está ubicado en el departamento de Santander, en la parte central del país, 240 km al norte de la capital Bogotá. El Carare es parte de la cuenca del río Magdalena y un afluente del mismo.

## Geografía
El río Carare nace en la vertiente occidental de la cordillera Oriental, en el municipio de La Belleza, al sur del departamento de Santander. Luego fluye hacia el norte antes de unirse al río Magdalena a la altura del municipio de Puerto Parra, en el límite del departamento de Antioquia.

## Climatología
La temperatura media anual en la zona es de 24 °C. El mes más cálido es febrero, cuando la temperatura promedio es de 25 °C, y el más frío es octubre, con 22 °C. La precipitación media anual es de 3.433 milímetros. El mes más lluvioso es octubre, con un promedio de 421 mm de lluvia, y el más seco es enero, con 73 mm de lluvia.